# Laterit

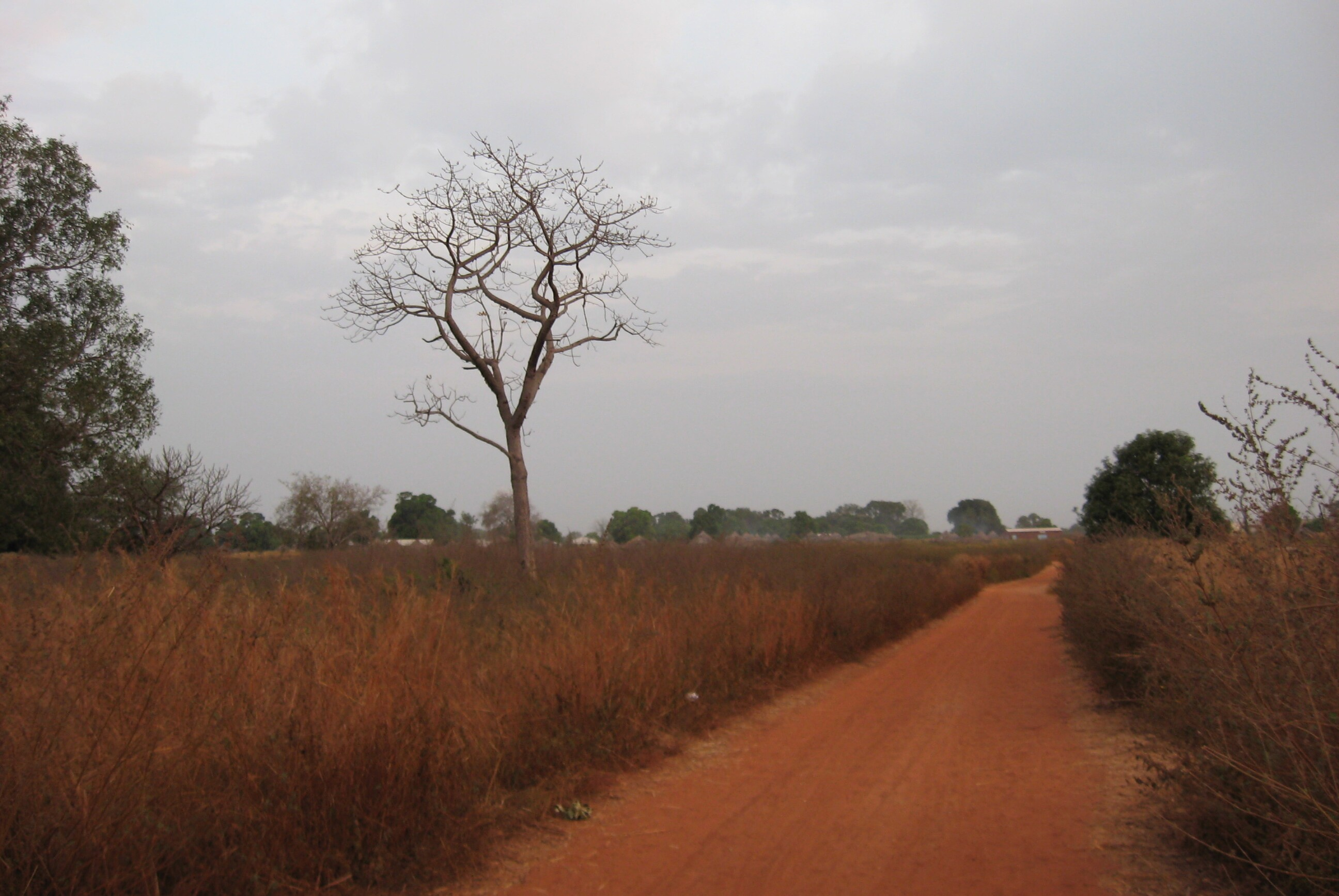
Laterittalajos út

A magmás kőzetek (gránit, bazalt stb.) rozsdásvörös vagy téglavörös színű, trópusi vidékeken képződő mállásterméke. A laterit a trópusokra jellemző olyan talajtípusként is felfogható, mely főként vagy teljes egészében szervetlen anyagokból áll, mivel a sok eső a tápanyagokat kimossa a talajból. Színét a benne nagy mennyiségben jelen lévő vas-oxid adja, ezenkívül megtalálható benne alumínium-oxid, magnézium, cink, réz, kalcium, mangán és kálium is. Nagy területeket borít Közép-Amerikában, Afrika egyenlítő körüli területein, és Indiában.

## Fordítás
- Ez a szócikk részben vagy egészben  a   Laterite című angol Wikipédia-szócikk fordításán alapul.  Az eredeti cikk szerkesztőit annak laptörténete sorolja fel. Ez a jelzés csupán a megfogalmazás eredetét és a szerzői jogokat jelzi, nem szolgál a cikkben szereplő információk forrásmegjelöléseként.